# Gerhard Matzke
Gerhard Matzke (geboren am 15. Januar 1925 in Waltershausen, Thüringen) ist ein deutscher Science-Fiction-Autor.

## Leben
Matzke besuchte nach acht Jahren Volksschule die Handelsschule. Nach zwei Jahren als Arbeiter in einem Gummiwerk wurde er zur Wehrmacht eingezogen und kam im August 1944 in britische Kriegsgefangenschaft. In einer Lagerzeitschrift erschienen seine ersten literarischen Versuche. Nach der Rückkehr aus der Gefangenschaft wurde er Leiter der Planungs- und Normabteilung im VEB Gummikombinat Thüringen, engagierte sich in der kulturellen Arbeit und wurde 1965 Redakteur der Betriebszeitung des Gummiwerks Waltershausen.
1967 erschien der Science-Fiction-Roman Marsmond Phobos in der Kompass-Bücherei des Berliner Verlags Neues Leben, in dem es um die Abenteuer eines Jungen geht, der als blinder Passagier an einer Expedition zum Mars teilnimmt. 1976 folgte mit Projekt Pluto ein zweiter SF-Roman für Jugendliche.

## Bibliografie
- Marsmond Phobos. Illustrationen von Sieghard Dittner. Verlag Neues Leben (Kompass-Bücherei #106), Berlin 1967.
- Projekt Pluto. Verlag Neues Leben (Kompass-Bücherei #211), Berlin 1976.